# 23110 Ericberne
23110 Ericberne (2000 AE) là một tiểu hành tinh vành đai chính được phát hiện ngày 2 tháng 1 năm 2000 bởi C. W. Juels ở Fountain Hills.